# ミラノ公国

ミラノ公国
Ducatus Mediolani (ラテン語)
Ducato di Milano (イタリア語)
Ducaa de Milan (ロンバルド語)

最大版図時のミラノ公国（1402年）

1450年にスフォルツァ家がミラノ公に即位した時のミラノ公国国旗。この人を飲み込む竜はミラノの昔話からきており、ヴィスコンティ家の紋章でもあった。現在はミラノのシンボルとして定着しており、アルファロメオのロゴの元にもなっている。

ミラノ公国（ミラノこうこく、伊: Ducato di Milano、羅: Ducatus Mediolani）は、1395年から1797年まで（断続あり）北イタリアの都市ミラノを首都として存在した公国である。

## 歴史

### 独立ミラノ公国
ヴィスコンティ家は1311年にはすでにミラノの僭主であった。ミラノは、アルプス越えの大通商路の合流点に位置していて、手工業、工業（繊維、冶金）と農業（干拓技術、運河、灌漑）の重要な中心に変わっていた。
ジャン・ガレアッツォ・ヴィスコンティ（1378年 - 1402年）は一族の広大な領地（ロンバルディア、ピエモンテとヴェネトの一部、エミリアとイタリア中部のいくつかの都市など）を統合した、そして1395年、ローマ王ヴェンツェルからミラノ公の称号を授かった。
ジャン・ガレアッツォが死ぬと、息子のジョヴァンニ・マリーアは父が征服した領地の維持ができず、公国は解体した。
1412年、ジョヴァンニ・マリーアは暗殺され、弟のフィリッポ・マリーアが後を継いだ。公国は再建され、父の時代の拡張政策も再開し、ヴェネツィア共和国との対立に入った。

この戦争は10年間にわたり続き（1423年 - 1433年）フェラーラの和によって終了、ブレシアとベルガモの領地をヴェネツィアに割譲した。
1435年、ナポリ王国でジョヴァンナ2世が後継者を遺さずに死んだ。王位はヴァロワ＝アンジュー家とアラゴン王家で争われ、フィリッポ・マリーア・ヴィスコンティはヴェネツィア、フィレンツェと同盟を組み、アンジューに与した。しかしミラノはアラゴン家の支配下となった。そしてフランチェスコ・スフォルツァ率いる旧同盟軍に敗北した。
1441年、フィリッポ・マリーアはクレモナの和に調印し、ヴェネツィアに領土の一部を譲渡し、クレモーナを婚資に一人娘のビアンカ・マリーアをフランチェスコ・スフォルツァの妻にした。
1447年にフィリッポ・マリーアが亡くなると、ミラノでは継承戦争が勃発した。

ミラノは共和国宣言を発布し、スフォルツァ家に防衛させたが、その立場を利用してフランチェスコ・スフォルツァがミラノ公を僭称した（1450年）。
ヴェネツィアはロンバルディアでの支配権の拡大を期待して、アラゴン王アルフォンソ5世やローマ王フリードリヒ3世（1440年 - 1493年）と手を組んでスフォルツァ家に対抗した。

戦争は4年にわたり、その間にオスマン帝国軍によってコンスタンティノポリスが陥落した（1453年）。エーゲ海におけるヴェネツィアの領土を一時的に返却し、イタリア5大国はローディの和（1454年）を調印した。

その平和条約では、スフォルツァ家がミラノの君主に認められ、ヴェネツィアはその領地をアッダ川まで広げ、アラゴン王アルフォンソ5世はナポリ王として最終的に認められ、対オスマン帝国戦でイタリア神聖同盟を組むことになった。
ローディの和により達成された政治均衡は、ロレンツォ・イル・マニフィコの死（1492年）とシャルル8世のイタリア侵攻（1494年）まで続いた（後のイタリア戦争）。
フランチェスコ・スフォルツァの息子ガレアッツォ・マリーアは、圧政が原因で陰謀により殺され、その息子のジャン・ガレアッツォが母親ボーナ・ディ・サヴォイアの摂政により、叔父のルドヴィーコ・イル・モーロに簒奪されるまで統治した。
同じく、フランチェスコ・スフォルツァの息子であるルドヴィーコ・イル・モーロは甥のジャン・ガレアッツォの後見人という地位を獲得し、彼をパヴィーア城に監禁し、そこで1494年に毒殺した。

イル・モーロとアラゴン王フェルナンド2世の対立が激しくなっていった。ジャン・ガレアッツォはナポリ王フェルディナンド1世の孫ベアトリーチェ・デステと結婚しており、正当な後継者の権利を一部を持っていた。

ルドヴィーコ・イル・モーロはナポリ王国に復讐するためにシャルル8世を扇動した（1442年までナポリ王位はアンジュー家に属した）。
ミラノ公国は、1494年以降フランスとスペインがイタリア半島を巡って相争うイタリア戦争に巻き込まれ、その戦場となり荒廃した。1535年、ミラノはスペインによって征服され、独立を失った。

### スペイン支配からオーストリア支配へ
1535年、ミラノ公国はスペイン王に服従し、以後、スペイン支配がつづいた。1700年、スペイン国王カルロス2世が没するとスペイン王位はハプスブルク家からブルボン家にうつり、諸国は当初これを承認したが、ブルボン家出身の新スペイン王フェリペ5世がフランス王位継承権の放棄を撤回すると、オーストリア、イギリス、オランダが1702年にフランスとスペインに宣戦してスペイン継承戦争が起こった。ミラノ公国はこれに先立ってスペイン新国王に忠誠を誓っていたため、ハプスブルク家のオーストリアはミラノ奪取のためにロンバルディアに兵を進めていた。サヴォイア公国のヴィットーリオ・アメデーオ2世はブルボン家と姻戚関係にあったが、ロンバルディア進出の野望をもっていたためオーストリアに接近、1703年10月にはオーストリア側に立ってフランスと敵対した。1706年9月のトリノの戦いでフランス軍が敗れ撤退、スペインにかわってオーストリアのイタリア支配に道を開いた。1707年、ミラノはオーストリアによって征服され、1714年のラシュタット条約でミラノ公国のオーストリア領有が決まった。
1733年にポーランド継承戦争が起こると、ルイ15世のフランスはオーストリアに対抗するためスペイン王国およびサルデーニャ王国と同盟を結んだ。ヴィットーリオ・アメデーオ2世の子息であったサルデーニャ王カルロ・エマヌエーレ3世はフランス軍とともにロンバルディアに攻め込み、1733年11月、ミラノに入城してミラノ公を名乗った。一方、スペインはフェリペ5世の子息ドン・カルロスがナポリ王国を攻め、1734年5月にナポリに入城、同年末までにシチリアも制圧した。スペイン王はナポリとシチリアの王位をドン・カルロスにあたえナポリ王カルロ7世、シチリア王カルロ5世となり、ブルボン朝のナポリ王国・シチリア王国が成立した（のちにこの2国は合併して両シチリア王国が成立する）。1738年のウィーン条約では、オーストリアがナポリとシチリアを手放すかわりに、ミラノ公国とマントヴァ公国を引き続き領有することが認められた。

### ナポレオン改革とミラノ
1796年3月、フランスの総裁政府はナポレオン・ボナパルトをイタリア方面軍司令官に任命し、イタリア戦役が開始された。ナポレオンの軍はイタリア北部を席巻し、1796年5月10日のロディの戦いでオーストリア軍を破り、15日にはミラノに入城して旧ミラノ公国の領域を制圧した。ミラノにはロンバルディア行政府が設置され、北イタリアでのパトリオット（愛国派）やジャコビーノ（イタリア・ジャコバン派）の活動の中心となった。6月、ナポレオンは教皇国家北部のレガツィオーネに侵入してボローニャとフェラーラを占領、モデナ公国から分離したレッジョ、モデーナも支配して、そこに「チスパダーナ連合」を結成させ、のちにチスパダーナ共和国を建国させた。連戦連勝のナポレオンは総裁政府からの自立を強め、みずからの手でイタリア政策を推し進めて自身の政治的立場を強化した。1797年6月にはロンバルディアにチザルピーナ共和国を樹立してチスパダーナ共和国をこれに併合した。